# Polygala tenella
Polygala tenella är en jungfrulinsväxtart som beskrevs av Carl Ludwig von Willdenow. Polygala tenella ingår i släktet jungfrulinssläktet, och familjen jungfrulinsväxter. Inga underarter finns listade i Catalogue of Life.